# Karły właściwe
Karły właściwe – grupa kur obejmująca rasy kur, które cechuje wrodzona karłowatość należą do nich tylko niektóre karzełki. Niektóre z nich mają upierzone łapcie (karzełek łapciaty), inne nie (sebrytka).
Do karłów właściwych należą:

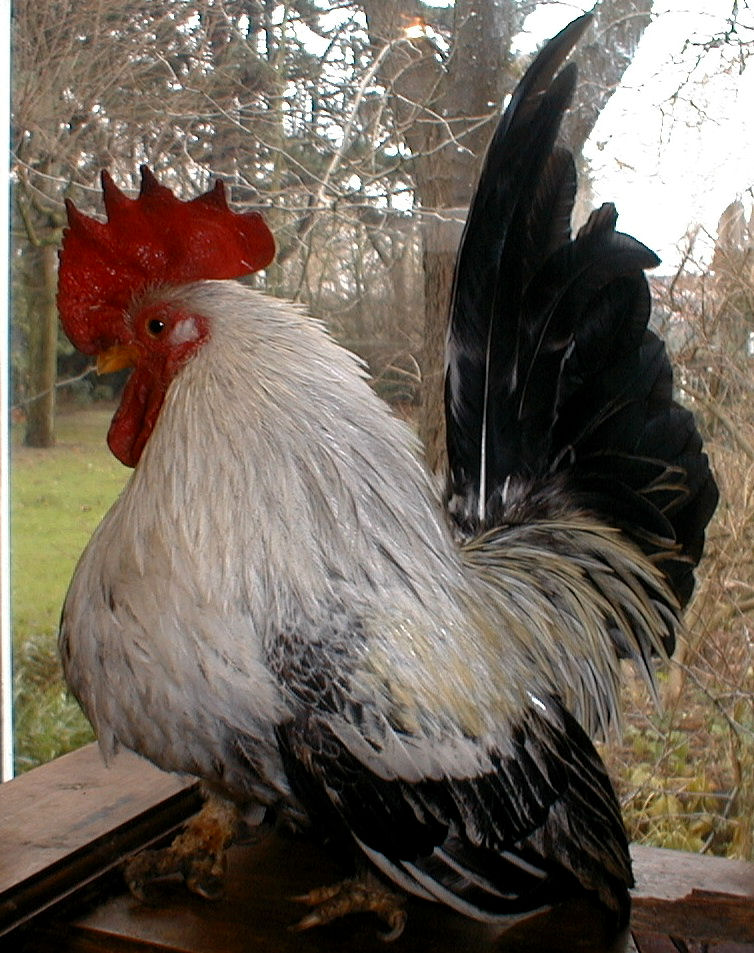
Kogut chabo japońskiego

- Brodacz watermalski. Inna nazwa: wąsacz watermalski. Pochodzą z Belgii. Brodacze watermalskie mają grzebień różyczkowy i niewielką czuprynę z tyłu głowy. Ludzie nieznający się na rasach kur mylą go z brodaczem antwerpskim. Kura bardzo ruchliwa. Masa ciała – ok. 0,6 kg. Barwa jaj – białokremowa.
- Karzełek frankfurcki. To jedna z najmłodszych ras kur. Powstały z przekrzyżowania miniatur brahmy, wyandotte, sundheimer. Ciągle trawają próby udoskonalenia tej rasy. Masa ciała – ok. 1 kg. Barwa jaj – jasnobrązowa.
- Chabo:
  - Taikan chabo. Długość od czubka grzebienia po końcówki dzwonków wynosi 27 cm. Mają ogon, który wygląda jak powycinany nożyczkami.
  - Chabo japońskie
  - Chabo tajlandzkie
  - Daruma chabo
- Brodacz antwerpski
- Karzełek holenderski
- Karzełek łapciaty
- Karzełek niemiecki
- Sebrytka
- Ruhlaer

## Galeria

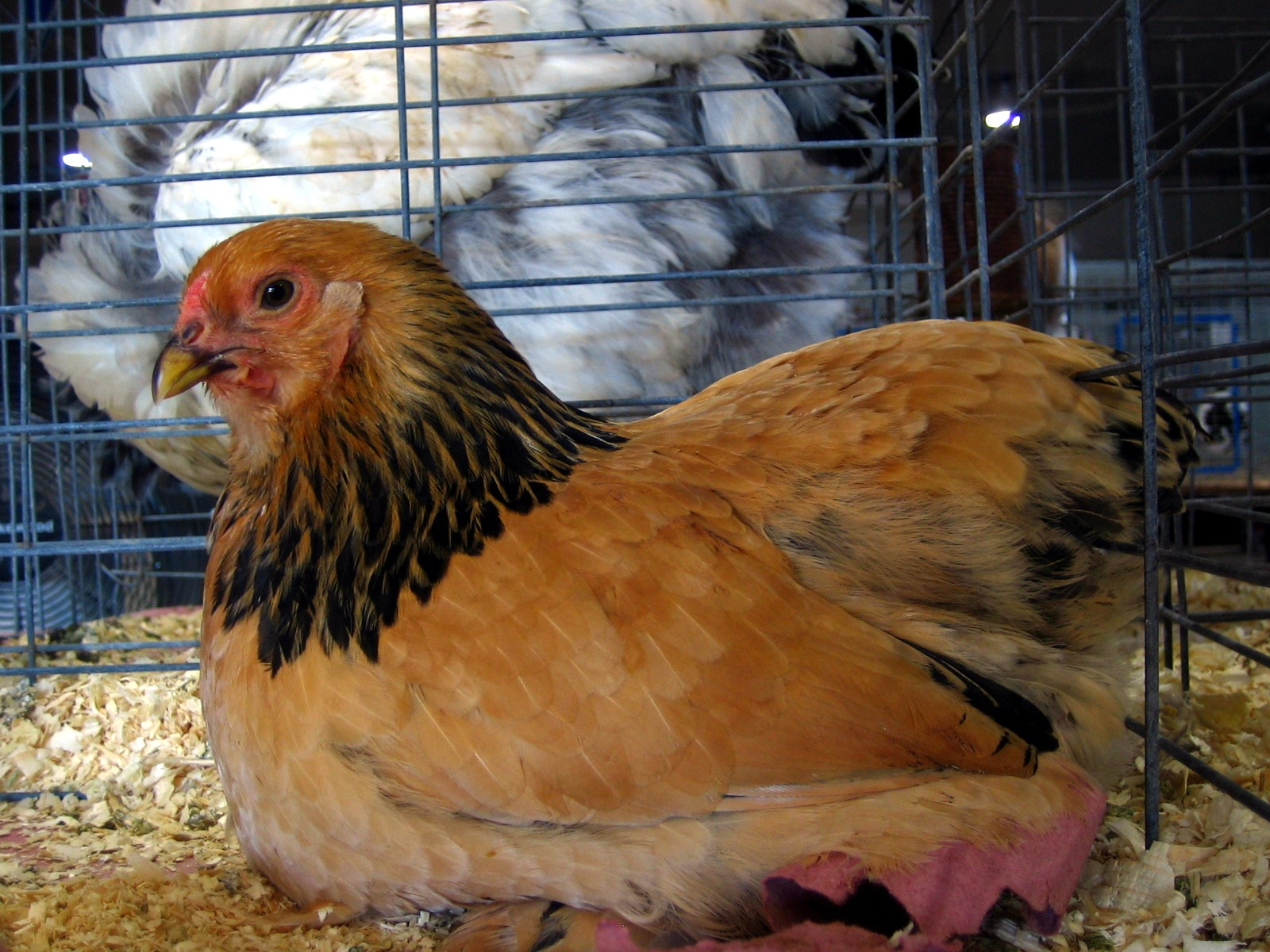
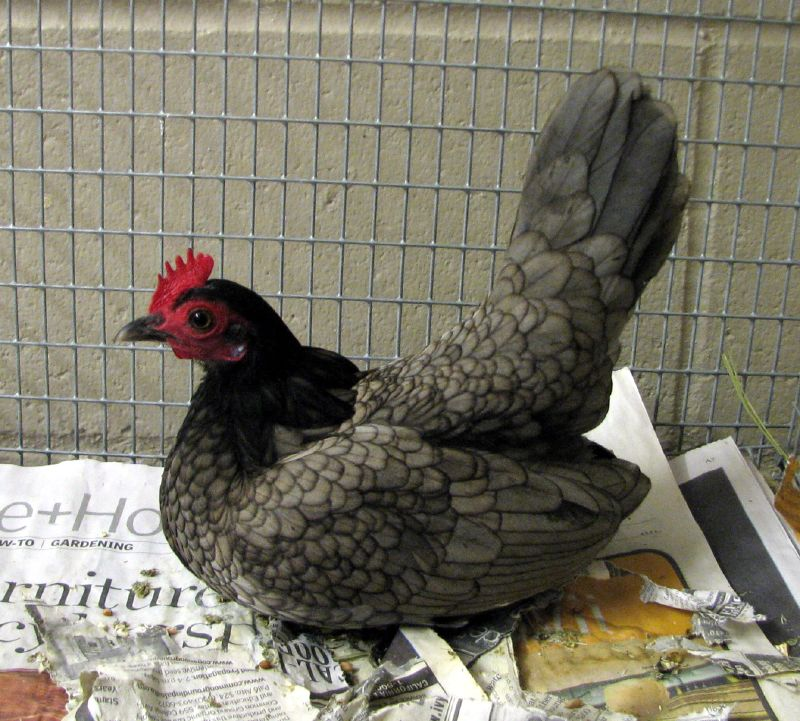
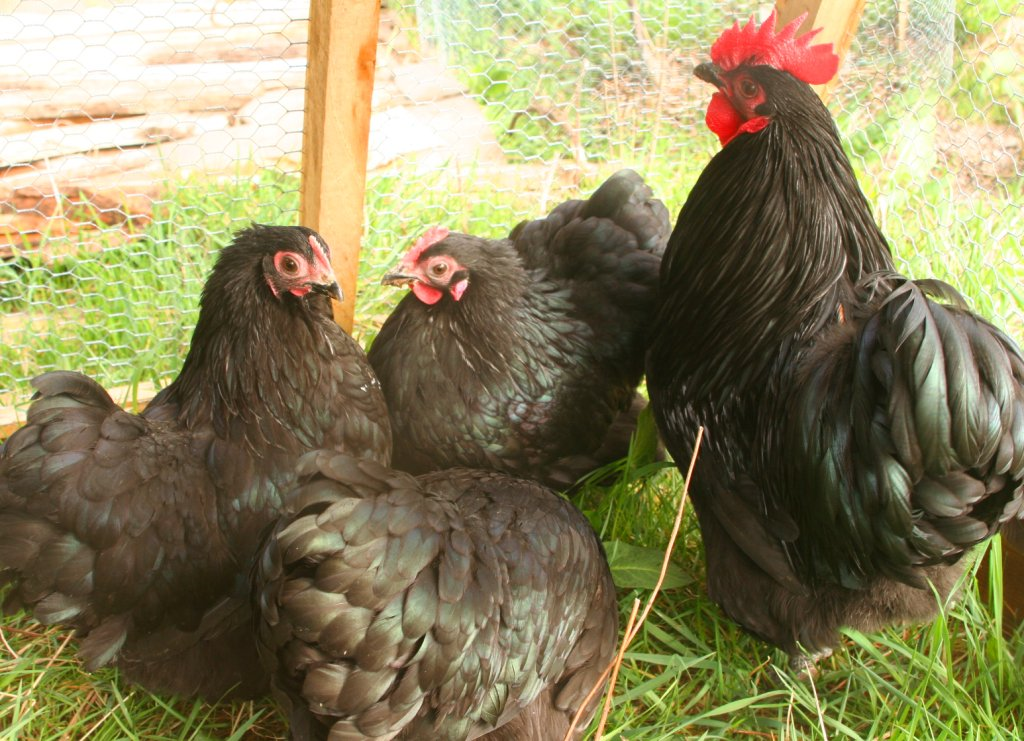
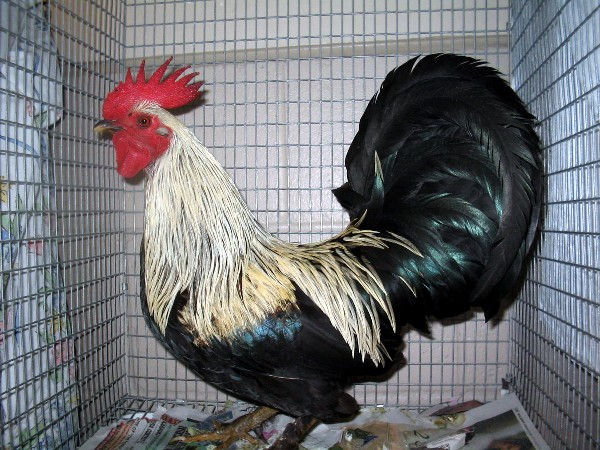
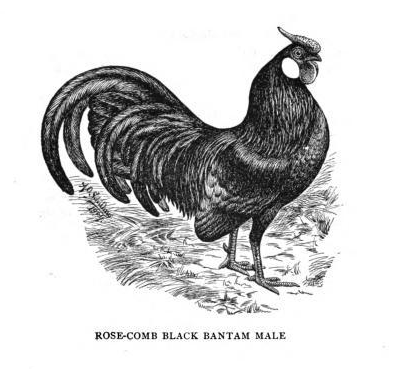
Bantamka, karzeł niewłaściwy